# Trần Gấm
Trần Gấm   () és una emprenedora del Vietnam, propietària d'una empresa de biogas.
Preocupada per la contaminació causada per les granges del Vietnam, a partir del 2012 va començar a treballar perquè aquestes empreses incorporessin fonts d'energia respectuoses amb el medi ambient. Va observar que les plantes de biogas permetien convertir femta de vaques i porcs en una font d'energia. Va començar el negoci creant plantes de biogas a Hanoi i posteriorment va fer el mateix a tres províncies pròximes.
El 2023 fou inclosa en la llista de les 100 dones més inspiradores per la BBC.